# Koczkodan
Koczkodan (Cercopithecus) – rodzaj ssaków naczelnych z podrodziny koczkodanów (Cercopithecinae) w obrębie rodziny koczkodanowatych (Cercopithecidae).

## Zasięg występowania
Rodzaj obejmuje gatunki występujące w Afryce.

## Morfologia
Długość ciała (bez ogona) 20–71 cm, długość ogona 26–100 cm; masa ciała samic 1,3–6 kg, samców 2,5–11,1 kg.

## Systematyka
Rodzaj zdefiniował w 1758 roku szwedzki przyrodnik Karol Linneusz w dziesiątym wydaniu Systema Naturae, publikacji swojego autorstwa opoświęconej systematyce zwierząt. Linneusz wymienił kilkanaście gatunków – Simia silenus, S. faunus (nomen dubium), S. paniscus, S. diana,  S. cephus, S. aygula (= Simia fascicularis Raffles, 1821), S. hamadryas, S. Jacchus, S. oedipus, S. aethiops, S. midas, S. cynamolgos (= S. hamadryas), S. pella, S. morta (= S. sciurea), S. capucina, S. sciurea i S. syrichta – z których gatunkiem typowym jest S. diana.

### Etymologia
- Cercopithecus (Cercocephalus – gr. κερκος kerkos ‘ogon’[27]); -κεφαλος -kephalos ‘-głowy’, od κεφαλη kephalē ‘głowa’[28] ): gr. κερκοπίθηκος kerkopithēkos ‘małpa z długim ogonem’, od gr. κερκος kerkos ‘ogon’; πιθηκος pithēkos ‘małpa’[29].
- Lasiopyga: gr. λασιος lasios ‘włochaty, kudłaty’; πυγη pugē ‘zad’[30]. Gatunek typowy: Illiger wymienił dwa gatunki – Simia nictitans Linnaeus, 1766 i Simia nemaeus Linnaeus, 1771 – z których gatunkiem typowym jest Simia nictitans Linnaeus, 1766.
- Monichus: epitet gatunkowy Simia mona Schreber, 1774; port., hiszp., wł. mona ‘samica małpy’[31]. Gatunek typowy: Oken wymienił trzy gatunki – Simia mona von Schreber, 1774, Simia diana Linnaeus, 1758 i Simia roloway von Schreber, 1774 – nie wyznaczając gatunku typowego.
- Mona: port., hiszp., wł. mona ‘samica małpy’[31]. Gatunek typowy (absolutna tautonimia): Simia mona von Schreber, 1774.
- Diademia (Diadema): gr. διαδημα diadēma ‘diadem’[32]. Gatunek typowy: Reichenbach wymienił cztery gatunki – Simia diana Linnaeus, 1758, Simia roloway von Schreber, 1774, Simia leucampyx G. Fischer, 1829 (= Cercopithecus mitis Wolf, 1822) i Cercopithecus Pluto J.E. Gray, 1848 (= Cercopithecus mitis Wolf, 1822) – z których gatunkiem typowym jest Simia leucampyx G. Fischer, 1829 (= Cercopithecus mitis Wolf, 1822).
- Petaurista: gr. πεταυριστής petauristēs ‘balansista, linoskoczek’[33]. Gatunek typowy (absolutna tautonimia): Simia petaurista Schreber, 1774.
- Diana: w mitologii greckiej Diana (łac. Diana, gr. Ἄρτεμις Artemis) była boginią łowów, przyrody, płodności, księżyca[32]. Gatunek typowy (oznaczenie monotypowe): Simia diana Linnaeus, 1758.
- Rhinostictus: gr. ῥις rhis, ῥινος rhinos ‘nos’; στικτος stiktos ‘cętkowany, plamiasty’, od στιζω stizō ‘tatuować’[34].
- Otopithecus: gr. ους ous, ωτος ōtos ‘ucho’; πιθηκος pithēkos ‘małpa’[35]. Gatunek typowy: Trouessart wymienił cztery gatunki – Cercopithecus pogonias Bennett, 1833, Cercopithecus Grayi[j] Fraser, 1850, Cercopithecus nigripes[j] Du Chaillu, 1861 i Cercopithecus wolfi Meyer, 1891 – z których gatunkiem typowym jest Cercopithecus pogonias Bennett, 1833.
- Pogonocebus: gr. πωγων pōgōn, πωγωνος pōgōnos ‘broda’[36]; κηβος kēbos ‘długoogoniasta małpa’[37].
- Neopithecus: gr. νεος neos ‘nowy’[38]; πιθηκος pithēkos ‘małpa’[39]. Gatunek typowy: Elliot wymienił pięć gatunków – Simia cephus Linnaeus, 1758, Cercopithecus cephus cephodes[k] Pocock, 1907, Cercopithecus inobservatus D.G. Elliot, 1910 (= Simia cephus Linnaeus, 1758), Cercopithecus erythrotis Waterhouse, 1838 i Cercopithecus sclateri Pocock, 1904 – z których gatunkiem typowym jest Simia cephus Linnaeus, 1758.
- Insignicebus: łac. insignis ‘godny uwagi’; κηβος kēbos ‘długoogoniasta małpa’[40]. Gatunek typowy (oryginalne oznaczenie): Cercopithecus albogularis Sykes, 1831.
- Melanocebus: gr. μελας melas, μελανος melanos ‘czarny’[41] ; κηβος kēbos ‘długoogoniasta małpa’[37].
- Neocebus: gr. νεος neos ‘nowy’; κηβος kēbos „długoogoniasta małpa”[40]. Gatunek typowy (oryginalne oznaczenie): Simia cephus Linnaeus, 1758.
- Rhinostigma: gr. ῥις rhis, ῥινος rhinos ‘nos, pysk’; στιγμα stigma, στιγματος stigmatos ‘plama, skaza’, od στιζω stizō ‘tatuować’[21]. Gatunek typowy (oznaczenie monotypowe): Cercopithecus hamlyni Pocock, 1907.

### Podział systematyczny
Do rodzaju należą następujące gatunki:
| Grafika | Gatunek                     | Autor i rok opisu                                                                              | Nazwa zwyczajowa       | Podgatunki         | Rozmieszczenie geograficzne | Podstawowe wymiary                             | Status IUCN |
| ------- | --------------------------- | ---------------------------------------------------------------------------------------------- | ---------------------- | ------------------ | --- | ---------------------------------------------- | ----------- |
|         | Cercopithecus diana         | (Linnaeus, 1758)                                                                               | koczkodan Diany        | gatunek monotypowy | południowa Gwinea (prefektura Forécariah), Sierra Leone, Liberia i południowo-zachodnie Wybrzeże Kości Słoniowej (na zachód od rzeki Sassandra) | DC: 42–60 cm DO: 70–85 cm MC: 3,9–5,2 kg       | EN          |
|         | Cercopithecus roloway       | (von Schreber, 1774)                                                                           | koczkodan mnisi        | gatunek monotypowy | północno-wschodnie Wybrzeże Kości Słoniowek i południowo-zachodnia Ghana; być może Togo | DC: 42–60 cm DO: 70–85 cm MC: 3,9–5,2 kg       | CR          |
|         | Cercopithecus neglectus     | Schlegel, 1876                                                                                 | koczkodan nadobny      | gatunek monotypowy | południowy Kamerun, środkowa Republika Środkowoafrykańska, Gwinea Równikowa, Gabon (na południe do rzeki Mpassa i jej dopływów), Kongo (na południe od rzeki Nambouli), Demokratyczna Republika Konga, Uganda, Kenia, południowo-zachodnia Etiopia i północno-wschodnia Angola                                                                     | DC: 44–54 cm DO: 59–70 cm MC: 3,2–5,5 kg       | LC          |
|         | Cercopithecus mona          | (von Schreber, 1775)                                                                           | koczkodan rzeczny      | gatunek monotypowy | południowo-wschodnia Ghana (na wschód od rzeki Wolta), Togo, Benin, Nigeria, zachodni Kamerun (nieco na południe od rzeki Sanaga); wprowadzony na Wyspy Świętego Tomasza i Książęcej oraz Karaiby | DC: 38–63 cm DO: 53–88 cm MC: 2,5–7,5 kg       | NT          |
|         | Cercopithecus campbelli     | Waterhouse, 1838                                                                               | koczkodan liberyjski   | gatunek monotypowy | Senegal (od miejsca tuż na północ od rzeki Casamance), Gambia, Gwinea Bissau (z wyspą Caravela w archipelagu Bijagós), Gwinea, Sierra Leone i Liberia (do miejsca tuż do rzeki Cavalla) | DC: 36–54 cm DO: 49–85 cm MC: 2,2–4,6 kg       | NT          |
|         | Cercopithecus lowei         | O. Thomas, 1923                                                                                | koczkodan ghański      | gatunek monotypowy | nieregularnie od rzeki Cavalla (zachodnie Wybrzeże Kości Słoniowej) na wschód do rzeki Wolta (Ghana) | DC: 40–52 cm DO: 54–75 cm MC: 2–5,8 kg         | VU          |
|         | Cercopithecus pogonias      | E.T. Bennett, 1833                                                                             | koczkodan czubaty      | 3 podgatunki       | południowo-wschodnia Nigeria, Kamerun, Gwinea Równikowa (włącznie z wyspą Bioko), Gabon, Kongo, południowa Republika Środkowoafrykańska, północno-zachodnia Demokratyczna Republika Konga (na północ od rzeki Kongo) oraz być może Angola (Kabinda)                                                                                                | DC: 44–57 cm DO: 60–87 cm MC: 3,1–4,7 kg       | NT          |
|         | Cercopithecus wolfi         | A.B. Meyer, 1891                                                                               | koczkodan barwny       | [3 podgatunki      | Demokratyczna Republika Konga (środkowa Kotlina Konga od lewego brzegu rzeki Kongo i rzeki Lualaba na południe do około 7° szerokości geograficznej południowej) | DC: 28–46 cm DO: 60–72 cm MC: 2,8–6,5 kg       | NT          |
|         | Cercopithecus denti         | O. Thomas, 1907                                                                                | koczkodan białobrzuchy | gatunek monotypowy | północno-wschodnia Demokratyczna Republika Konga (na wschód i północ od systemu rzecznego Kongo-Lualaba, na północ do rzeki Itimbiri, na południe do sawanny w obszarze Kasongo), zachodnia Uganda i północno-zachodnia Rwanda | DC: 40–50 cm DO: 68–90 cm MC: 2,8–5,7 kg       | LC          |
|         | Cercopithecus hamlyni       | Pocock, 1907                                                                                   | koczkodan sowiogłowy   | gatunek monotypowy | wschodnia Demokratyczna Republika Konga (rzeka Lualaba na wschód do Ituri i Wielkiego Rowu Zachodniego, na północ do systemu rzecznemu Lindi–Nepoko, na południe do granicy lasu deszczowego), zachodnia Rwanda (Park Narodowy Lasu Nyungwe); być może południowa Uganda i północne Burundi                                                        | DC: około 55 cm DO: około 57 cm MC: 3,1–5,5 kg | VU          |
|         | Cercopithecus lomamiensis   | J.A. Hart, Detwiler, Gilbert, Burrell, Fuller, Emetshu, T.B. Hart, Vosper, Sargis & Tosi, 2012 | koczkodan sowiolicy    | gatunek monotypowy | Demokratyczna Republika Konga (wschodnio-środkowa część Kotliny Konga, od górnego biegu rzeki Tshuapa (24° szerokości geograficznej wschodniej), południowa granica lasu (około 3°30′ szerokości geograficznej południowej), północna granica niejasna (najwyraźniej nie występuje na północ od 1° szerokości geograficznej południowej)           | DC: 47–65 cm DO: 65–78 cm MC: 4–7,1 kg         | VU          |
|         | Cercopithecus petaurista    | (von Schreber, 1774)                                                                           | koczkodan oliwkowy     | 2 podgatunki       | południowo-wschodni Senegal, południowa Gwinea Bissau, południowa Gwinea, Sierra Leone, Wybrzeże Kości Słoniowej, Ghana i zachodnie Togo; być może Benin | DC: 40–53 cm DO: 52–79 cm MC: 2–4,5 kg         | NT          |
|         | Cercopithecus erythrogaster | J.E. Gray, 1866                                                                                | koczkodan rudobrzuchy  | 2 podgatunki       | południowo-wschodnie Togo (las Togodo), południowy Benin (las klasyfikowany Lama i granica z Nigerią, na północ od Porto-Novo), południowo-zachodnia i południowo-środkowa Nigeria | DC: 40–50 cm DO: 55–70 cm MC: 2–4,5 kg         | EN          |
|         | Cercopithecus sclateri      | Pocock, 1904                                                                                   | koczkodan nigeryjski   | gatunek monotypowy | Nigeria (rozproszony w lesie i na sawannie pomiędzy dolnym biegiem rzeki Niger i rzeką Cross, także w Delcie Nigru, na północ do wschodniej części rzeki Ebonyi) | DC: 40–55 cm DO: 45–75 cm MC: 2,5–4,5 kg       | EN          |
|         | Cercopithecus erythrotis    | Waterhouse, 1838                                                                               | koczkodan czerwonouchy | 2 podgatunki       | południowo-wschodnia Nigeria (na wschód od rzeki Cross), zachodni Kamerun (na północ od dolnego biegu rzeki Sanaga; niewielki obszar na południe od rzeki Sanaga, w pobliżu jej ujścia), góry na wyspie Bioko (Gwinea Równikowa) | DC: 40–55 cm DO: 46–77 cm MC: 2,3–4,5 kg       | VU          |
|         | Cercopithecus cephus        | (Linnaeus, 1758)                                                                               | koczkodan białowargi   | 3 podgatunki       | środkowy Kamerun (na południe od rzeki Sanaga), południowo-zachodnia Republika Środkowoafrykańska, Gwinea Równikowa, Gabon, Kongo, północno-zachodnia Angola i północno-zachodnia Demokratyczna Republika Konga | DC: 44–58 cm DO: 60–90 cm MC: 2–5 kg           | LC          |
|         | Cercopithecus ascanius      | (Audebert, 1799)                                                                               | koczkodan rudoogonowy  | 5 podgatunków      | Demokratyczna Republika Konga, Uganda, południowo-zachodnia Kenia, Rwanda, wschodnie Burundi, wschodnia Tanzania, północno-zachodnia Zambia i północna Angola; na północ i zachód od rzeki Ubangi w Republice Środkowoafrykańskiej i półudniowym Sudanie Południowym                                                                               | DC: 34–51 cm DO: 54–92 cm MC: 1,8–6 kg         | LC          |
|         | Cercopithecus nictitans     | (Linnaeus, 1766)                                                                               | koczkodan białonosy    | 5 podgatunków      | północna Liberia, zachodnie Wybrzeże Kości Słoniowej, południowa Nigeria, Kamerun (rozciągający się na północ od rzeki Sanaga do częśći wyżynnej), południowo-zachodnia Republika Środkowoafrykańska, Gwinea Równikowa (w tym wyspa Bioko), Gabon, Kongo, północno-zachodnia Demokratyczna Republika Konga oraz być może północno-zachodnia Angola | DC: 43–70 cm DO: 56–100 cm MC: 2,7–8 kg        | NT          |
|         | Cercopithecus mitis         | Wolf, 1822                                                                                     | koczkodan czarnosiwy   | 16 podgatunków     | zachodnia i wschodnia Angola, Afryka Wschodnia od południowo-zachodniej Etiopii, południowego Sudanu Południowego i południowej Somalii przez wschodnią Demokratyczną Republikę Konga, Ugandę, Kenię, Tanzanię, Rwandę, Burundi, Zambię, Malawi, Mozambik, Zimbabwe do wschodniej Południowej Afryki)                                              | DC: 20–71 cm DO: 26–95 cm MC: 1,3–11,1 kg      | LC          |

Kategorie IUCN:  LC  – gatunek najmniejszej troski,  NT  – gatunek bliski zagrożenia,  VU  – gatunek narażony,  EN  – gatunek zagrożony,  CR  – gatunek krytycznie zagrożony.